# Intragna
Intragna es una localidad y comune italiana de la provincia de Verbano-Cusio-Ossola, región de Piamonte, con 111 habitantes.

## Evolución demográfica
| Gráfica de evolución demográfica de Intragna entre 1861 y 2001 |
|                                                                |
| Fuente ISTAT - elaboración gráfica de Wikipedia                |